# جاروزبان‌ها
جاروزبان‌ها (نام علمی: Saroglossa) نام یک سرده از تیره ساران است.